# Indywidualne Mistrzostwa Polski w Zapasach 1996

## Mistrzostwa Polski w Zapasach1996

### Kobiety
4. Mistrzostwa Polski – x – x 1996, Bielawa

### Mężczyźni
- styl wolny

49. Mistrzostwa Polski – x – x 1996, Łódź
- styl klasyczny

66. Mistrzostwa Polski – x – x 1996, Piotrków Trybunalski

## Medaliści

### Kobiety
| Kategoria: | Złoto:                                | Srebro:                                        | Brąz:                                          |
| 44 kg      | Gabriela Stencel Włókniarz Łódź       | Ewa Peterska Suples Kraśnik                    | Agata Cyganek AKS Białogard                    |
| 47 kg      | Sylwia Kita Górnik Zabrze             | Mariola Dobrowolska Znicz Podzamcze Chęcińskie | Iwona Bielat Hutnik Pieńsk                     |
| 50 kg      | Joanna Urbańska Pałac Młodzieży Łódź  | Monika Kostrzanowska Sokół Lublin              | Agata Iwańska Platan Borkowice                 |
| 53 kg      | Ewa Końska Gwardia Warszawa           | Anna Kulczycka Sokół Lublin                    | Ewa Iwańska Znicz Podzamcze Chęcińskie         |
| 57 kg      | Edyta Adamowska Sokół Lublin          | Karolina Pastuchów Orzeł Warszawa              | Agnieszka Siekiera Celuloza Kostrzyn           |
| 61 kg      | Anna Udycz Gwardia Warszawa           | Ewelina Łakoma Suples Kraśnik                  | Magda Biernacka Orzeł Warszawa                 |
| 65 kg      | Małgorzata Bassa Gwardia Warszawa     | Monika Łebek Orzeł Warszawa                    | Elżbieta Popławska Sprząśla Supraśl            |
| 70 kg      | Ewelina Pruszko Gwardia Warszawa      | Paulina Ziółkowska Orzeł Warszawa              | Marzena Podolska Orzeł Warszawa                |
| 75 kg      | Małgorzata Jankowska Gwardia Warszawa | Edyta Witkowska Platan Borkowice               | Monika Kowalska Concordia Piotrków Trybunalski |

### Mężczyźni

#### Styl wolny
| Kategoria: | Złoto:                               | Srebro:                             | Brąz:                                 |
| 48 kg      | Andrzej Wituła ŁKS Łódź              | Piotr Borowczyk Bizon Milicz        | Przemysław Wojtak Włodawianka Włodawa |
| 52 kg      | Michał Małkiewicz Czeczott Wola      | Władysław Olejnik ZKS Koszalin      | Sylwester Wojtak Włodawianka Włodawa  |
| 57 kg      | Dariusz Grzywiński Grunwald Poznań   | Andrzej Niedbała Slavia Ruda Śląska | Stanisław Surdyka Stal Rzeszów        |
| 62 kg      | Tadeusz Kowalski AZS-AWF Warszawa    | Lucjan Gralak ZKS Koszalin          | Przemysław Motyl Czeczott Wola        |
| 68 kg      | Mariusz Dąbrowski ZKS Koszalin       | Jan Krzesiak Slavia Ruda Śląska     | Władysław Wyrwał Slavia Ruda Śląska   |
| 74 kg      | Andrzej Brożyna ZKS Koszalin         | Łukasz Biel Stal Rzeszów            | Marcin Jurecki AKS Białogard          |
| 82 kg      | Krzysztof Walencik Czeczott Wola     | Krzysztof Weremko Start Krasnystaw  | Maksymilian Witek Stal Kraśnik        |
| 90 kg      | Michał Stanisławski Gwardia Warszawa | Jan Pawlak ZTA Zgierz               | Tomasz Garczyński Slavia Ruda Śląska  |
| 100 kg     | Tomasz Szewczyk Start Krasnystaw     | Witold Biskup Czeczott Wola         | Łukasz Ratajewski ŁKS Łódź            |
| 130 kg     | Wojciech Wala LKS Ceramik Krotoszyn  | Marek Paczków LKS Ceramik Krotoszyn | Janusz Jezior Czeczott Wola           |

#### Styl klasyczny
| Kategoria: | Złoto:                                        | Srebro:                                   | Brąz:                                            |
| 48 kg      | Jarosław Pyzara Legia Warszawa                | Grzegorz Małkowski Granica Gdańsk         | Dariusz Porwoł Unia Racibórz                     |
| 52 kg      | Piotr Jabłoński Cement Gryf Chełm             | Marek Gawlik Legia Warszawa               | Dawid Świerad Wisłoka Stomil Dębica              |
| 57 kg      | Dariusz Jabłoński Cement Gryf Chełm           | Zdzisław Biały Cement Gryf Chełm          | Grzegorz Szyszka PTC Pabianice                   |
| 62 kg      | Włodzimierz Zawadzki Legia Warszawa           | Andrzej Maksymiuk Śląsk Wrocław           | Jerzy Szeibinger Zagłębie Wałbrzych              |
| 68 kg      | Ryszard Wolny Unia Racibórz                   | Andrzej Tomaszewski Wisłoka Stomil Dębica | Jan Kasprzak Siła Mysłowice                      |
| 74 kg      | Mariusz Pawłowski GKS Piotrków Trybunalski    | Artur Michalkiewicz Śląsk Wrocław         | Zdzisław Kolanek Piotrcovia Piotrków Trybunalski |
| 82 kg      | Piotr Stępień Piotrcovia Piotrków Trybunalski | Adam Jaroszek Unia Racibórz               | Rafał Koszowski Piotrcovia Piotrków Trybunalski  |
| 90 kg      | Jacek Fafiński Legia Warszawa                 | Marek Sitnik Śląsk Wrocław                | Marcin Letki Śląsk Wrocław                       |
| 100 kg     | Marek Kraszewski Śląsk Wrocław                | Maciej Rampalski Granica Gdańsk           | Jacek Sidorowicz Legia Warszawa                  |
| 130 kg     | Andrzej Wroński Legia Warszawa                | Bogusław Dąbrowski Zagłębie Wałbrzych     | Grzegorz Pieronkiewicz Unia Racibórz             |